# デフェネストレーション

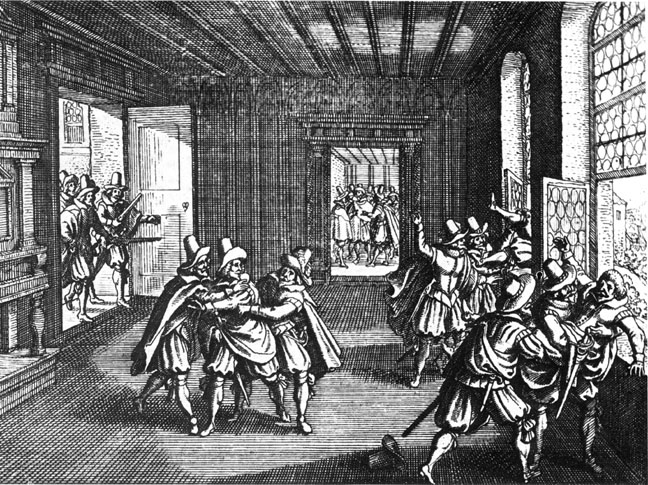
1618年のプラハ窓外投擲事件（マテウス・メーリアン画）

デフェネストレーション（英語: defenestration チェコ語: defenestrace）は、窓から人や物を投げる行為である。
1618年、プラハ城で三十年戦争の発端となった事件が起きた頃に作られた。この単語はラテン語の de-（～から）と fenestra（窓）の合成語である。『The Defenestration of Ermintrude Inch』のように、窓から放り出された状態を指して使われることもある。
また「de-」には除去という意味もあり、敵対者を排除する行為を指して使われることもある。

## 起源
この単語の起源はプラハで起きた2つの事件である。1419年の事件では市議会議員ら7人が市庁舎から投げ出され、フス戦争を引き起こした。
1618年の事件では国王顧問官2人と秘書官がプラハ城から投げ出され、三十年戦争を引き起こした。これらの事件（特に1618年の事件）はプラハ窓外投擲事件と呼ばれ、「Defenestration」という単語とその概念を生み出した。